# Sztárban sztár (kilencedik évad)
A Sztárban sztár című zenés show-műsor kilencedik évada 2023. február 19-én vette kezdetét a TV2-n.
2022. október 20-án Fischer Gábor, a TV2 Csoport programigazgatója a Big Picture televíziós konferencián bejelentette, hogy 2023 tavaszán képernyőre kerül a műsor következő évada.
A műsorvezető változatlanul Till Attila volt, aki ezt a pozíciót nyolcadik alkalommal látta el. A zsűriben Makranczi Zalán már nem volt benne, Papp Szabolcs, Kökény Attila és Kiss Ramóna maradt az előző évadból, melléjük érkezett Tóth Andi és Marics Péter. Papp Szabolcsnak ez az ötödik, Kökény Attilának a harmadik, Lékai-Kiss Ramónának  pedig a második évada volt zsűritagként. A széria történetben először volt ötfős volt a zsűri.
Az évad nyolc részes volt, vasárnaponként sugározta a TV2. A döntőre 2023. április 9-én, húsvétvasárnap került sor. Az évad győztese Gubik Petra lett, így ő nyerte el a "Magyarország legsokoldalúbb előadója" címet 2023-ban. És egyben ő lett az eredeti Sztárban sztár történetének első női győztese.

## Versenyzők
A kilencedik évad versenyzőit 2023. január 31-én egy sajtótájékoztató keretein belül jelentették be.
| - Kamarás Iván - Kiss Ernő Zsolt - Molnár Tibor Attila - Sipos Tamás - Valkusz Milán - Zdroba Patrik | - Halastyák Fanni - Gubik Petra - Schoblocher Barbara - Judy - Oláh Ibolya - Tarján Zsófia |

## Összesített eredmények
| – Az előadó továbbjutott                                                                                  |
| – A legtöbb szavazattal rendelkező előadó                                                                 |
| – Az előadó az első körben a legkevesebb szavazatot kapta, így kiesett                                    |
| – Az előadó benne volt az utolsó háromban és a zsűri juttatta tovább                                      |
| – A két legkevesebb szavazattal rendelkező előadó, akiknek a sorsáról a közönség villámszavazáson döntött |
| – Az előadó kiesett                                                                                       |

| #   | Előadó              | 1. adás (február 19.) | 2. adás (február 26.) | 3. adás (március 5.)  | 4. adás (március 12.) | 5. adás (március 19.) | 6. adás (március 26.) | 7. adás (április 2.)  | 8. adás (április 9.)    |
| --- | ------------------- | --------------------- | --------------------- | --------------------- | --------------------- | --------------------- | --------------------- | --------------------- | ----------------------- |
| 1.  | Gubik Petra         | Továbbjutott          | Továbbjutott          | Továbbjutott          | Továbbjutott          | Továbbjutott          | Továbbjutott          | Továbbjutott          | 1. helyezett a döntőben |
| 2.  | Schoblocher Barbara | Továbbjutott          | Továbbjutott          | Továbbjutott          | Továbbjutott          | Továbbjutott          | Továbbjutott          | Továbbjutott          | 2. helyezett a döntőben |
| 3.  | Oláh Ibolya         | Továbbjutott          | Továbbjutott          | Továbbjutott          | Továbbjutott          | Továbbjutott          | Továbbjutott          | Továbbjutott          | 3. helyezett a döntőben |
| 4.  | Valkusz Milán       | Továbbjutott          | Továbbjutott          | Továbbjutott          | Továbbjutott          | Továbbjutott          | Továbbjutott          | Utolsó kettő          | 4. helyezett a döntőben |
| 5.  | Molnár Tibor Attila | Továbbjutott          | Továbbjutott          | Továbbjutott          | Továbbjutott          | Utolsó kettő          | Utolsó kettő          | Utolsó kettő          | Kiesett a 7. adásban    |
| 6.  | Sipos Tamás         | Továbbjutott          | Továbbjutott          | Továbbjutott          | Továbbjutott          | Továbbjutott          | Utolsó kettő          | Kiesett a 6. adásban  | Kiesett a 6. adásban    |
| 7.  | Kiss Ernő Zsolt     | Továbbjutott          | Továbbjutott          | Utolsó kettő          | Utolsó kettő          | Utolsó kettő          | Kiesett az 5. adásban | Kiesett az 5. adásban | Kiesett az 5. adásban   |
| 8.  | Kamarás Iván        | Utolsó kettő          | Utolsó kettő          | Továbbjutott          | Továbbjutott          | Utolsó                | Kiesett az 5. adásban | Kiesett az 5. adásban | Kiesett az 5. adásban   |
| 9.  | Judy                | Továbbjutott          | Továbbjutott          | Továbbjutott          | Utolsó kettő          | Kiesett a 4. adásban  | Kiesett a 4. adásban  | Kiesett a 4. adásban  | Kiesett a 4. adásban    |
| 10. | Halastyák Fanni     | Továbbjutott          | Továbbjutott          | Utolsó kettő          | Kiesett a 3. adásban  | Kiesett a 3. adásban  | Kiesett a 3. adásban  | Kiesett a 3. adásban  | Kiesett a 3. adásban    |
| 11. | Tarján Zsófia       | Továbbjutott          | Utolsó kettő          | Kiesett a 2. adásban  | Kiesett a 2. adásban  | Kiesett a 2. adásban  | Kiesett a 2. adásban  | Kiesett a 2. adásban  | Kiesett a 2. adásban    |
| 12. | Zdroba Patrik       | Utolsó kettő          | Kiesett az 1. adásban | Kiesett az 1. adásban | Kiesett az 1. adásban | Kiesett az 1. adásban | Kiesett az 1. adásban | Kiesett az 1. adásban | Kiesett az 1. adásban   |

## Adások
Az évad újítása, hogy a versenyzők a zsűritől összesen maximálisan 50 pontot kaphattak, valamint egy emelt díjat telefonhívás öt applikációs szavazattal volt egyenértékű. További újítás, hogy a három legkevesebb összesített szavazattal rendelkező versenyző közül egyet megmenthetett a zsűri, míg a másik két versenyző szavazatait lenullázták és közülük egyet a közönség menthetett meg egy, a Sztárban sztár leszek!-ből jól ismert kétperces villámszavazáson.

### 1. adás (február 19.)
- Közös produkció: Maybe You’re The Problem (Ava Max)

| #  | Előadó              | Dal                                            | Eredeti előadó        | Pontozás      | Pontozás    | Pontozás          | Pontozás  | Pontozás      | Pontozás | Eredmény      |
| #  | Előadó              | Dal                                            | Eredeti előadó        | Kökény Attila | Marics Peti | Lékai-Kiss Ramóna | Tóth Andi | Papp Szabolcs | Összesen | Eredmény      |
| -- | ------------------- | ---------------------------------------------- | --------------------- | ------------- | ----------- | ----------------- | --------- | ------------- | -------- | ------------- |
| 1  | Kiss Ernő Zsolt     | The Greatest Show                              | Hugh Jackman          | 10            | 10          | 9                 | 9         | 10            | 48       | Továbbjutott  |
| 2  | Schoblocher Barbara | Ha legközelebb látlak                          | Kovács Kati           | 10            | 10          | 10                | 10        | 10            | 50       | Továbbjutott  |
| 3  | Kamarás Iván        | Believe                                        | Cher                  | 9             | 9           | 9                 | 9         | 8             | 44       | Utolsó előtti |
| 4  | Gubik Petra         | Highway to Hell                                | Brian Johnson (AC/DC) | 10            | 10          | 10                | 9         | 10            | 49       | Továbbjutott  |
| 5  | Sipos Tamás         | Sing Hallelujah!                               | Dr. Alban             | 9             | 9           | 9                 | 9         | 8             | 44       | Továbbjutott  |
| 6  | Halastyák Fanni     | Néztek                                         | Tóth Andi             | 8             | 8           | 9                 | 8         | 8             | 41       | Továbbjutott  |
| 7  | Zdroba Patrik       | I’m Outta Love                                 | Anastacia             | 10            | 9           | 9                 | 9         | 9             | 46       | Kiesett       |
| 8  | Molnár Tibor Attila | Kukásautó                                      | DESH                  | 10            | 10          | 10                | 10        | 10            | 50       | Továbbjutott  |
| 9  | Valkusz Milán       | Star Walkin’ (League of Legends Worlds Anthem) | Lil Nas X             | 10            | 10          | 10                | 9         | 9             | 48       | Továbbjutott  |
| 10 | Judy                | Kicsi, gyere velem rózsát szedni               | Cserháti Zsuzsa       | 9             | 10          | 10                | 9         | 10            | 48       | Továbbjutott  |
| 11 | Tarján Zsófia       | Bubamara                                       | Bangó Margit          | 10            | 10          | 10                | 10        | 10            | 50       | Továbbjutott  |
| 12 | Oláh Ibolya         | Pioneer                                        | Freddie               | 10            | 10          | 10                | 10        | 10            | 50       | Továbbjutott  |

### 2. adás (február 26.)
- Közös produkció: Holding Out for a Hero (Bonnie Tyler)

| #  | Előadó              | Dal                      | Eredeti előadó            | Pontozás      | Pontozás    | Pontozás          | Pontozás  | Pontozás      | Pontozás | Eredmény      |
| #  | Előadó              | Dal                      | Eredeti előadó            | Kökény Attila | Marics Peti | Lékai-Kiss Ramóna | Tóth Andi | Papp Szabolcs | Összesen | Eredmény      |
| -- | ------------------- | ------------------------ | ------------------------- | ------------- | ----------- | ----------------- | --------- | ------------- | -------- | ------------- |
| 1  | Tarján Zsófia       | Living in America        | James Brown               | 10            | 10          | 10                | 10        | 10            | 50       | Kiesett       |
| 2  | Sipos Tamás         | Level Up                 | Ciara                     | 9             | 8           | 9                 | 8         | 8             | 42       | Továbbjutott  |
| 3  | Kiss Ernő Zsolt     | Ciao Marina              | Szikora Róbert (Hungária) | 8             | 9           | 8                 | 9         | 8             | 42       | Továbbjutott  |
| 4  | Halastyák Fanni     | Fly Away                 | Tones and I               | 8             | 9           | 9                 | 9         | 9             | 44       | Továbbjutott  |
| 5  | Molnár Tibor Attila | Jaj cica                 | Rátonyi Róbert            | 10            | 10          | 9                 | 10        | 10            | 49       | Továbbjutott  |
| 6  | Gubik Petra         | Boys                     | Lizzo                     | 10            | 9           | 10                | 8         | 8             | 45       | Továbbjutott  |
| 7  | Schoblocher Barbara | …Baby One More Time      | Britney Spears            | 10            | 10          | 10                | 9         | 10            | 49       | Továbbjutott  |
| 8  | Kamarás Iván        | Párizs                   | Hiro                      | 10            | 10          | 10                | 10        | 10            | 50       | Utolsó előtti |
| 9  | Oláh Ibolya         | Non, je ne regrette rien | Édith Piaf                | 10            | 10          | 10                | 9         | 10            | 49       | Továbbjutott  |
| 10 | Judy                | Sober                    | Pink                      | 10            | 10          | 10                | 9         | 10            | 49       | Továbbjutott  |
| 11 | Valkusz Milán       | És megindul a Föld...    | Zséda                     | 10            | 10          | 10                | 10        | 10            | 50       | Továbbjutott  |

### 3. adás (március 5.)
- Közös produkció: Bloody Mary (Lady Gaga)

| #  | Előadó              | Dal                         | Eredeti előadó                   | Pontozás      | Pontozás    | Pontozás          | Pontozás  | Pontozás      | Pontozás | Eredmény      |
| #  | Előadó              | Dal                         | Eredeti előadó                   | Kökény Attila | Marics Peti | Lékai-Kiss Ramóna | Tóth Andi | Papp Szabolcs | Összesen | Eredmény      |
| -- | ------------------- | --------------------------- | -------------------------------- | ------------- | ----------- | ----------------- | --------- | ------------- | -------- | ------------- |
| 1  | Kamarás Iván        | Cuban Pete                  | Jim Carrey                       | 10            | 10          | 9                 | 9         | 9             | 47       | Továbbjutott  |
| 2  | Sipos Tamás         | Gyöngéden ölelj át          | Korda György                     | 9             | 9           | 9                 | 8         | 9             | 44       | Továbbjutott  |
| 3  | Schoblocher Barbara | The Way You Make Me Feel    | Michael Jackson                  | 10            | 9           | 9                 | 9         | 10            | 47       | Továbbjutott  |
| 4  | Halastyák Fanni     | Mennyország tourist         | Lukács László (Tankcsapda)       | 8             | 9           | 9                 | 8         | 9             | 43       | Kiesett       |
| 5  | Kiss Ernő Zsolt     | The Loco-Motion             | Kylie Minogue                    | 10            | 9           | 9                 | 7         | 8             | 43       | Utolsó előtti |
| 6  | Valkusz Milán       | Johnny B. Goode             | Chuck Berry                      | 8             | 9           | 8                 | 7         | 8             | 40       | Továbbjutott  |
| 7  | Molnár Tibor Attila | Paint It, Black             | Mick Jagger (The Rolling Stones) | 10            | 10          | 10                | 10        | 9             | 49       | Továbbjutott  |
| 8  | Gubik Petra         | Csók Csók Puszi / Csigabiga | Nótár Mary                       | 10            | 10          | 10                | 10        | 10            | 50       | Továbbjutott  |
| 9  | Oláh Ibolya         | Uptown Funk                 | Bruno Mars                       | 10            | 9           | 10                | 9         | 10            | 48       | Továbbjutott  |
| 10 | Judy                | Magyarország                | Oláh Ibolya                      | 10            | 10          | 10                | 9         | 9             | 48       | Továbbjutott  |

### 4. adás (március 12.)
A műsor közben látható volt egy Zsákbamacska különkiadás.
- Közös produkció: Million Dollar Baby (Ava Max)

| # | Előadó              | Dal                  | Eredeti előadó              | Pontozás      | Pontozás    | Pontozás          | Pontozás  | Pontozás      | Pontozás | Eredmény      |
| # | Előadó              | Dal                  | Eredeti előadó              | Kökény Attila | Marics Peti | Lékai-Kiss Ramóna | Tóth Andi | Papp Szabolcs | Összesen | Eredmény      |
| - | ------------------- | -------------------- | --------------------------- | ------------- | ----------- | ----------------- | --------- | ------------- | -------- | ------------- |
| 1 | Judy                | Bella Ciao           | Becky G                     | 8             | 7           | 9                 | 8         | 8             | 40       | Kiesett       |
| 2 | Molnár Tibor Attila | Super Freaky Girl    | Nicki Minaj                 | 10            | 9           | 10                | 8         | 10            | 47       | Továbbjutott  |
| 3 | Kiss Ernő Zsolt     | Unholy               | Sam Smith                   | 9             | 9           | 10                | 9         | 10            | 47       | Utolsó előtti |
| 4 | Schoblocher Barbara | No Tears Left to Cry | Ariana Grande               | 10            | 10          | 10                | 10        | 10            | 50       | Továbbjutott  |
| 5 | Sipos Tamás         | Ez legalább sex      | MC Ducky (Emergency House)  | 10            | 10          | 10                | 9         | 10            | 49       | Továbbjutott  |
| 6 | Gubik Petra         | Aprócska blues       | Rúzsa Magdolna              | 10            | 10          | 10                | 10        | 10            | 50       | Továbbjutott  |
| 7 | Kamarás Iván        | Baila Me             | Nicolás Reyes (Gipsy Kings) | 9             | 9           | 10                | 9         | 8             | 45       | Továbbjutott  |
| 8 | Oláh Ibolya         | Midnight Sky         | Miley Cyrus                 | 9             | 8           | 9                 | 7         | 7             | 40       | Továbbjutott  |
| 9 | Valkusz Milán       | Thrift Shop          | Macklemore                  | 10            | 9           | 10                | 9         | 8             | 46       | Továbbjutott  |

- Extra produkció: Majka és Kaly Roland – Pillangó

### 5. adás (március 19.)
Az ötödik adásban két versenyző számára ért véget a verseny: az első szavazási kör lezárása után a legtöbb összesített szavazattal rendelkező versenyző napi győztesként továbbjutott, a legkevesebb összesített szavazattal rendelkező versenyző kiesett. A második kör után a három legkevesebb összesített szavazattal rendelkező versenyző közül a szokásos módon egyet a zsűri menthetett meg, a kétperces villámszavazáson kevesebb szavazatot kapott versenyző kiesett. Ebben az adásban jelentették be, hogy a Sztárban sztár leszek! negyedik évadának fődíja 20 millió forint és egy 10 millió forintos autó.
- Közös produkció: Don’t Go Yet (Camila Cabello)

| # | Előadó              | Dal           | Eredeti előadó           | Pontozás      | Pontozás    | Pontozás          | Pontozás  | Pontozás      | Pontozás | Eredmény      |
| # | Előadó              | Dal           | Eredeti előadó           | Kökény Attila | Marics Peti | Lékai-Kiss Ramóna | Tóth Andi | Papp Szabolcs | Összesen | Eredmény      |
| - | ------------------- | ------------- | ------------------------ | ------------- | ----------- | ----------------- | --------- | ------------- | -------- | ------------- |
| 1 | Kamarás Iván        | Lady Carneval | Karel Gott               | 10            | 10          | 10                | 9         | 9             | 48       | Kiesett       |
| 2 | Oláh Ibolya         | PPAP          | Pikotaro                 | 9             | 9           | 10                | 9         | 10            | 47       | Továbbjutott  |
| 3 | Sipos Tamás         | Poison        | Alice Cooper             | 9             | 10          | 10                | 7         | 10            | 46       | Továbbjutott  |
| 4 | Kiss Ernő Zsolt     | As It Was     | Harry Styles             | 10            | 9           | 10                | 8         | 10            | 47       | Kiesett       |
| 5 | Molnár Tibor Attila | Rasputin      | Bobby Farrell (Boney M.) | 10            | 10          | 10                | 10        | 10            | 50       | Utolsó előtti |
| 6 | Gubik Petra         | Mind1         | Azahriah                 | 10            | 9           | 10                | 8         | 9             | 46       | Továbbjutott  |
| 7 | Valkusz Milán       | Lambada       | Loalwa Braz (Kaoma)      | 9             | 9           | 9                 | 7         | 8             | 42       | Továbbjutott  |
| 8 | Schoblocher Barbara | Cabaret       | Liza Minnelli            | 10            | 10          | 10                | 8         | 10            | 48       | Továbbjutott  |

### 6. adás – középdöntő (március 26.)
A hatodik adásban a versenyzők egy szólóprodukcióval és egy versenytársukkal alkotott párbajban léptek színpadra. A párbajokban a két énekes ugyanazt az előadót személyesítették meg, a nézők pedig a TV2 Live mobilalkalmazással szavazhattak, hogy ki formálta meg élethűbben.
- Közös produkció: Flowers (Miley Cyrus)

| #      | Előadó              | Dal                                                | Eredeti előadó                  | Pontozás      | Pontozás    | Pontozás          | Pontozás  | Pontozás      | Pontozás | Eredmény      |
| #      | Előadó              | Dal                                                | Eredeti előadó                  | Kökény Attila | Marics Peti | Lékai-Kiss Ramóna | Tóth Andi | Papp Szabolcs | Összesen | Eredmény      |
| ------ | ------------------- | -------------------------------------------------- | ------------------------------- | ------------- | ----------- | ----------------- | --------- | ------------- | -------- | ------------- |
| 1      | Valkusz Milán       | New Thang / Party Rock Anthem / Sexy and I Know It | Redfoo (LMFAO)                  | 10            | 10          | 10                | 9         | 10            | 49       | Továbbjutott  |
| 2      | Sipos Tamás         | You Are The First, the Last, my Everything         | Barry White                     | 10            | 10          | 10                | 10        | 10            | 50       | Kiesett       |
| 3      | Schoblocher Barbara | Még nem veszíthetek                                | Zámbó Jimmy                     | 10            | 10          | 10                | 10        | 10            | 50       | Továbbjutott  |
| 4      | Gubik Petra         | Single Ladies (Put a Ring on It)                   | Beyoncé                         | 10            | 10          | 10                | 9         | 10            | 49       | Továbbjutott  |
| 5      | Molnár Tibor Attila | Szóljon hangosan az ének                           | Soltész Rezső                   | 10            | 10          | 10                | 10        | 10            | 50       | Utolsó előtti |
| 6      | Oláh Ibolya         | Applause                                           | Lady Gaga                       | 9             | 9           | 9                 | 8         | 7             | 42       | Továbbjutott  |
| Párbaj |                     |                                                    |                                 |               |             |                   |           |               |          |               |
| 7      | Gubik Petra         | Candyman                                           | Christina Aguilera              |               | +1          |                   |           |               | +1       |               |
| 7      | Schoblocher Barbara | Candyman                                           | Christina Aguilera              | +1            |             | +1                | +1        | +1            | +4       |               |
| 8      | Molnár Tibor Attila | Fire / Maria (I Like It Loud)                      | H.P. Baxxter (Scooter)          |               |             |                   | +1        |               | +1       |               |
| 8      | Valkusz Milán       | Fire / Maria (I Like It Loud)                      | H.P. Baxxter (Scooter)          | +1            | +1          | +1                |           | +1            | +4       |               |
| 9      | Sipos Tamás         | Legyen valami                                      | Ördög Tibor „Csipa” (Hooligans) | +1            |             |                   |           |               | +1       |               |
| 9      | Oláh Ibolya         | Legyen valami                                      | Ördög Tibor „Csipa” (Hooligans) |               | +1          | +1                | +1        | +1            | +4       |               |

### 7. adás – elődöntő (április 2.)
Az elődöntőben a versenyzők két egyéni produkcióval léptek színpadra. Az első produkciót egy gép sorsolta ki a versenyzőknek, a második megformálandó előadót maguk választhatták. 
- Közös produkció: Crying On The Dancefloor (Jonas Blue, Sam Feldt, Violet Days, Endless Summer)

| #  | Előadó              | Dal                            | Eredeti előadó           | Pontozás      | Pontozás    | Pontozás          | Pontozás  | Pontozás      | Pontozás | Eredmény      |
| #  | Előadó              | Dal                            | Eredeti előadó           | Kökény Attila | Marics Peti | Lékai-Kiss Ramóna | Tóth Andi | Papp Szabolcs | Összesen | Eredmény      |
| -- | ------------------- | ------------------------------ | ------------------------ | ------------- | ----------- | ----------------- | --------- | ------------- | -------- | ------------- |
| 1  | Molnár Tibor Attila | Supermodel                     | Damiano David (Måneskin) | 10            | 9           | 9                 | 9         | 10            | 47       | Kiesett       |
| 7  | Molnár Tibor Attila | Szomorú vasárnap               | Karády Katalin           | 10            | 10          | 10                | 10        | 10            | 50       | Kiesett       |
| 2  | Schoblocher Barbara | Vigyél el                      | Katona Klári             | 10            | 10          | 10                | 10        | 10            | 50       | Továbbjutott  |
| 6  | Schoblocher Barbara | Boss Bitch                     | Doja Cat                 | 10            | 10          | 10                | 10        | 10            | 50       | Továbbjutott  |
| 3  | Oláh Ibolya         | When the Saints Go Marching In | Louis Armstrong          | 10            | 10          | 10                | 10        | 10            | 50       | Továbbjutott  |
| 9  | Oláh Ibolya         | I Love Rock ’N’ Roll           | Joan Jett                | 10            | 10          | 10                | 9         | 9             | 48       | Továbbjutott  |
| 4  | Valkusz Milán       | Livin’ on a Prayer             | Jon Bon Jovi (Bon Jovi)  | 9             | 9           | 8                 | 8         | 7             | 41       | Utolsó előtti |
| 8  | Valkusz Milán       | Push It!                       | Salt (Salt-N-Pepa)       | 9             | 9           | 9                 | 9         | 8             | 44       | Utolsó előtti |
| 5  | Gubik Petra         | Szerelem, miért múlsz?         | Wolf Kati                | 10            | 9           | 9                 | 9         | 10            | 47       | Továbbjutott  |
| 10 | Gubik Petra         | When the Party's Over          | Billie Eilish            | 10            | 10          | 10                | 9         | 10            | 49       | Továbbjutott  |

### 8. adás – Döntő (április 9.)
A döntőben a versenyzők egy egyéni produkcióval és egy vendégelőadóval alkotott duettel léptek színpadra. A zsűri nem pontozott, csak szóban értékelték a produkciókat, a versenyzők sorsáról kizárólag a nézői szavazatok döntöttek. Az első körös szavazás lezárása után a legkevesebb szavazatot kapott versenyző, vagyis a 4. helyezett számára véget ért a verseny, a többiekre elindul a 2. körös szavazás, melynek lezárása után kiderült, hogy ki lett a 3. helyezett. A két legtöbb szavazatot kapott versenyzőre pedig elindítottak egy mindent eldöntő, 3. szavazási etapot, melynek lezárása után fény derült a győztes személyére.
- Közös produkció: Szétszeretlek (Halott Pénz ft. Oláh Heléna)

| # | Előadó              | Dal                                               | Eredeti előadó                  | Eredmény     |
| - | ------------------- | ------------------------------------------------- | ------------------------------- | ------------ |
| 1 | Schoblocher Barbara | Milyen a világ / Aranyeső (duett Bódi Gusztival)  | Bódi Margó                      | 2. helyezett |
| 8 | Schoblocher Barbara | All By Myself                                     | Céline Dion                     | 2. helyezett |
| 2 | Gubik Petra         | Pocsolyába léptem (duett Takáts Tamással)         | Keresztes Ildikó                | 1. helyezett |
| 6 | Gubik Petra         | Chandelier                                        | Sia                             | 1. helyezett |
| 3 | Valkusz Milán       | Faszagyerek (duett T. Danny-vel)                  | Curtis                          | 4. helyezett |
| 5 | Valkusz Milán       | Tainted Love                                      | Marilyn Manson (Marilyn Manson) | 4. helyezett |
| 4 | Oláh Ibolya         | Játszom, ahogyan lélegzem (duett Király Lindával) | Charlie                         | 3. helyezett |
| 7 | Oláh Ibolya         | We Don't Need Another Hero                        | Tina Turner                     | 3. helyezett |

Extra produkciók
- Kökény Attila és Rakonczai Viktor – Bűnös szerelem

| # | Előadók             | Dal                     | Eredeti előadók           | Eredeti előadók |
| - | ------------------- | ----------------------- | ------------------------- | --------------- |
| 1 | Halastyák Fanni     | A reggel túl messze van | Moór Bernadett "Bedhy"    | (Bestiák)       |
| 1 | Judy                | A reggel túl messze van | Somorjai Ilona "Miss Bee" | (Bestiák)       |
| 1 | Tarján Zsófia       | A reggel túl messze van | Papp Henriett "Honey"     | (Bestiák)       |
| 2 | Kamarás Iván        | Uptown Girl             |                           | (Westlife)      |
| 2 | Kiss Ernő Zsolt     | Uptown Girl             |                           | (Westlife)      |
| 2 | Molnár Tibor Attila | Uptown Girl             |                           | (Westlife)      |
| 2 | Sipos Tamás         | Uptown Girl             |                           | (Westlife)      |
| 2 | Zdroba Patrik       | Uptown Girl             |                           | (Westlife)      |

A nézői szavazatok alapján a kilencedik évad győztese Gubik Petra lett, így övé lett a 2023-es „Magyarország legsokoldalúbb előadóművésze” cím. Ezzel történelmet írt, hiszen az eredeti Sztárban sztár történetében ő lett az első női győztes. Továbbá a második helyezett Schoblocher Barbara, a harmadik helyezett Oláh Ibolya lett, így ezzel is történelmet írt ez az évad, hiszen mindhárom dobogós helyen egy-egy női versenyző végzett, melyre korábban egy Sztárban sztár évadban sem volt példa.

## Nézettség
A +4-es adatok a teljes lakosságra, a 18–59-es adatok a célközönségre vonatkoznak. A táblázat csak a TV2 által főműsoridőben sugárzott adások adatait mutatja.
| Epizód  | Vetítés           | Teljes lakosság (+4) | Teljes lakosság (+4) | Teljes lakosság (+4) | Célközönség (18–59) | Célközönség (18–59) | Célközönség (18–59) | Forrás |
| Epizód  | Vetítés           | AMR (fő)             | SHR (%)              | Heti helyezés        | AMR (fő)            | SHR (%)             | Heti helyezés       | Forrás |
| ------- | ----------------- | -------------------- | -------------------- | -------------------- | ------------------- | ------------------- | ------------------- | ------ |
| 1. adás | 2023. február 19. | 864 155              | 23,5                 | 2.                   | 383 927             | 19,7                | 1.                  | [ 10 ] |
| 2. adás | 2023. február 26. | 921 084              | 23,5                 | 2.                   | 418 093             | 19,7                | 1.                  | [ 11 ] |
| 3. adás | 2023. március 5.  | 957 442              | 23,1                 | 2.                   | 430 004             | 19,6                | 1.                  | [ 12 ] |
| 4. adás | 2023. március 12. | 983 314              | 21,7                 | 2.                   | 443 048             | 18,8                | 2.                  | [ 13 ] |
| 5. adás | 2023. március 19. | 921 095              | 21,9                 | 2.                   | 413 644             | 18,4                | 3.                  | [ 14 ] |
| 6. adás | 2023. március 26. | 938 171              | 23,0                 | 1.                   | 398 019             | 18,7                | 2.                  | [ 15 ] |
| 7. adás | 2023. április 2.  | 954 228              | 23,3                 | 1.                   | 411 703             | 19,1                | 3.                  | [ 16 ] |
| 8. adás | 2023. április 9.  | 967 247              | 25,3                 | 1.                   | 417 183             | 20,6                | 1.                  | [ 17 ] |